# Aristea ensifolia
Aristea ensifolia là một loài thực vật có hoa trong họ Diên vĩ. Loài này được J.Muir miêu tả khoa học đầu tiên năm 1922.